# Ponte di Crimea
Il Ponte di Crimea (in russo Крымский мост?, Krymskij most), detto anche Ponte di Kerč', è un doppio viadotto sia stradale sia ferroviario costruito dalla Federazione Russa sullo stretto di Kerč'; esso unisce la penisola di Taman', nel territorio di Krasnodar (Russia continentale), con la penisola di Kerč' in Crimea e con una lunghezza di 18,1 km è il ponte più lungo sia della Russia, sia dell'Europa.
Ipotizzata già dal 1903, la progettazione del ponte è incominciata nel 2014, subito dopo l'annessione della Crimea da parte della Russia. Nel dicembre del 2014 il contratto multimiliardario per la costruzione dell’infrastruttura è stato appaltato al Gruppo SGM di Arkadij Rotenberg e i lavori sono incominciati nel maggio successivo. Il ponte stradale è stato inaugurato dal presidente russo Vladimir Putin il 15 maggio 2018 e aperto al traffico il 16 maggio; il collegamento ferroviario è stato invece ultimato il 18 dicembre 2019 venendo anch’esso inaugurato da Putin il 23 dicembre. Il primo treno passeggeri di linea ha attraversato il ponte il 25 dicembre 2019, mentre l'apertura del traffico ai treni merci, inizialmente prevista per il 1º giugno 2020 è avvenuta il 30 giugno.
L'8 ottobre 2022 alle 6:02, nell'ambito delle operazioni militari conseguenti all'invasione russa dell'Ucraina, il ponte, ma in special modo il viadotto stradale, viene danneggiato gravemente da un'esplosione coinvolgendo anche un treno merci che trasportava combustibili.
Il 17 luglio 2023 si è verificata un'altra esplosione sul viadotto stradale del ponte che ha provocato il crollo di una parte della struttura. Il 14 ottobre 2023 il ponte è stato riaperto interamente al traffico.

## Storia

### Primi progetti e proposte
Dopo il successo della costruzione della linea telegrafica indoeuropea da parte del governo britannico, nel 1870 venne ipotizzata la realizzazione di una linea ferroviaria dall'Inghilterra all'India, che passasse per la Crimea e attraverso lo stretto di Kerč', ma il progetto venne ritenuto troppo costoso. Nel 1903 lo zar Nicola II prese nuovamente in considerazione l'idea del ponte, abbandonandola però poco dopo per lo scoppio della guerra russo-giapponese e poi della prima guerra mondiale.
Durante la seconda guerra mondiale il regime nazista pensò di realizzare il ponte su progetto di Albert Speer all'inizio del 1943, al fine di agevolare l'invasione tedesca del Caucaso settentrionale. Il 7 marzo 1943 Adolf Hitler ordinò la costruzione di un ponte stradale e ferroviario sullo stretto di Kerč', da ultimarsi entro 6 mesi: i lavori ebbero inizio nell'aprile 1943, ma nel settembre successivo gli attacchi sovietici sulla testa del ponte costrinsero al ritiro i tedeschi, che fecero saltare in aria le parti del ponte già completate. Peraltro, per accelerare il ritiro nazista, l'Organizzazione Todt realizzò sullo stretto una funicolare con una capacità di trasporto di 1.000 tonnellate giornaliere.
Nell'estate del 1944, dopo la liberazione della Crimea da parte dell'Armata Rossa, venne realizzato un ponte temporaneo di 4,5 km utilizzando i materiali abbandonati dalla Wehrmacht; dopo circa sei mesi il ponte, sprovvisto di frangiflutti, venne distrutto dall'erosione.
A partire dal secondo dopoguerra, sono stati proposti o tentati vari progetti per attraversare lo stretto tramite un ponte. Dalla metà degli anni 1960 venne sviluppato il progetto dell'unità idroelettrica di Kerč' (Керченский гидроузел), che includeva una serie di dighe e ponti sullo stretto. Il progetto, tuttavia, non fu mai portato a termine anche a seguito del crollo dell'Unione Sovietica.
In epoca post-sovietica, ritornò l'idea del ponte sullo stretto di Kerč': l'ex sindaco di Mosca Jurij Lužkov fu infatti un grande sostenitore del ponte, che avrebbe avvicinato la Crimea alla Russia, sia economicamente sia simbolicamente. Tuttavia, nel 1994 la Russia e l'Ucraina non riuscirono a trovare un accordo per portare a termine il progetto. Nella primavera del 2010 il presidente ucraino Viktor Janukovyč e il presidente russo Dmitrij Medvedev firmarono un accordo per la costruzione del ponte, confermato poi da un memorandum d'intesa sottoscritto il 26 novembre 2010 dai due paesi.
Nel 2013 il rifiuto all'accordo di associazione tra Ucraina e Unione europea rinnovò l'interesse per la costruzione del ponte. Alla fine di gennaio 2014, i governi ucraino e russo decisero che una nuova società mista ucraina-russa avrebbe gestito la costruzione del ponte, mentre l'impresa statale delle autostrade russe (Avtodor) sarebbe diventata responsabile per il ponte a lungo termine. Inoltre, venne nominato un gruppo di lavoro per determinare la posizione e i parametri tecnici, mentre la durata dei lavori fu stimata dal Ministero dello sviluppo economico e del commercio dell'Ucraina in cinque anni, con un costo compreso tra 1,5 e 3 miliardi di dollari. All'inizio del febbraio del 2014, le autostrade russe (Avtodor) vennero incaricate dal vice primo ministro russo di lavorare allo studio di fattibilità, poi pubblicato nel 2015.

### L'annessione della Crimea e la costruzione

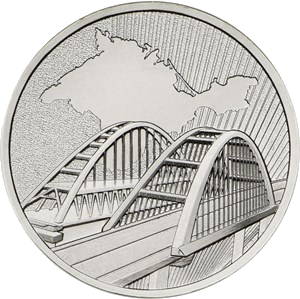
Il ponte su una moneta da 5 rubli del 2019.

L'annessione della Crimea alla Federazione Russa nel marzo del 2014 portò al deterioramento delle relazioni diplomatiche tra l'Ucraina e la Russia, cosicché il presidente Vladimir Putin annunciò che la Russia avrebbe costruito un ponte stradale-ferroviario sullo stretto: il primo ministro Dmitrij Medvedev firmò un decreto governativo per creare una filiale di Avtodor incaricata di sovrintendere al progetto. Nel mese di aprile il governo ucraino notificò alla Russia, con un preavviso di sei mesi, il suo ritiro dall'accordo bilaterale sul ponte di Kerč', ormai scaduto. Nel gennaio del 2015 il contratto stimato a 3.7 miliardi dollari  (227.92 miliardi rubli) per la costruzione del ponte venne aggiudicato al gruppo Strojgazmontaž (SGM), di proprietà di Arkadij Rotenberg.

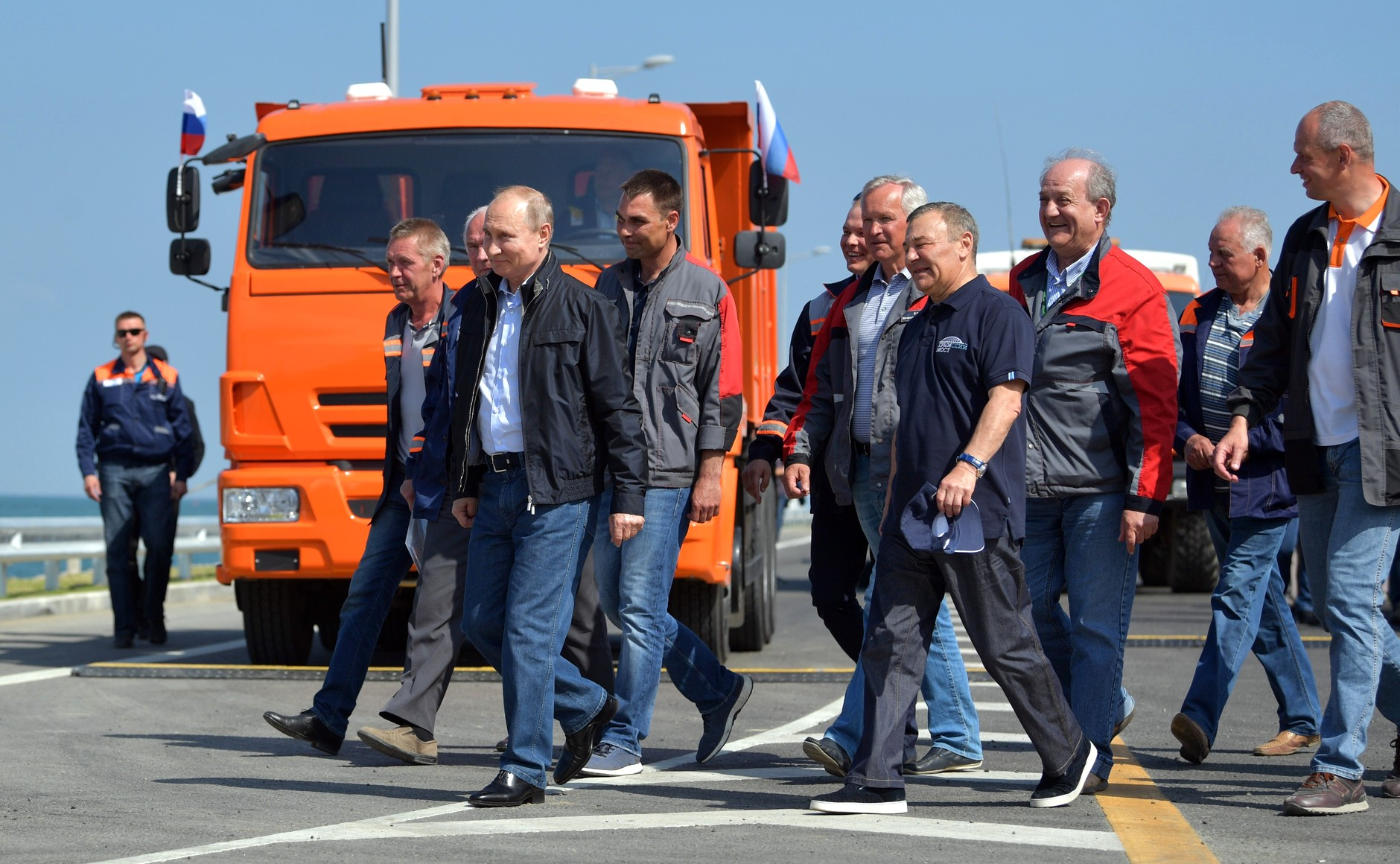
Inaugurazione del ponte, alla presenza del presidente Vladimir Putin (15 maggio 2018).

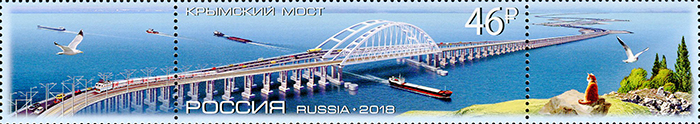
Raffigurazione del ponte su un francobollo russo del 2018.

Il ponte stradale è stato completato e inaugurato ufficialmente il 15 maggio 2018, alle 14:48 ora di Mosca, alla presenza del presidente Vladimir Putin, che ha guidato personalmente un camion alla testa di una colonna di automezzi utilizzati per la costruzione. La colonna ha percorso l'intero tratto del ponte dalla penisola di Taman' alla costa di Kerč' in 16 minuti e 45 secondi. L'evento della cerimonia è stato trasmesso in diretta dal canale televisivo "Russia 24". Il ponte è stato poi provvisoriamente aperto al solo traffico leggero (auto e autobus), a partire dalle 5:30 del 16 maggio 2018 per essere definitivamente aperto a tutti i veicoli nel settembre del 2018. Il ponte stradale diventerà, a breve ufficialmente, parte integrante dell'autostrada A290 (Kerč'–Novorossijsk) e si connette direttamente alla A291 (Kerč'-Simferopoli-Sebastopoli) in Crimea. Il collegamento ferroviario è stato ultimato il 18 dicembre 2019 ed inaugurato dal presidente Vladimir Putin, il 23 dicembre 2019. Il primo treno passeggeri di linea attraversò il ponte il 25 dicembre 2019, mentre l'apertura del ponte ai treni merci, inizialmente prevista per il 1º giugno 2020, avvenne il 30 giugno.

### Danneggiamento durante offensiva militare russa dell'Ucraina
L'8 ottobre 2022, alle 6:02 del mattino, nell'ambito delle operazioni militari conseguenti all'invasione russa dell'Ucraina sia il viadotto stradale sia quello ferroviario vengono danneggiati gravemente dall'esplosione di un camion bomba che fa crollare due campate della carreggiata nord del ponte stradale, che corre in direzione Russia-Crimea. Dopo poche ore il traffico stradale per i soli mezzi leggeri viene ristabilito sull’unica carreggiata rimasta,
Il ponte stradale è stato riaperto al traffico il 23 febbraio 2023 mentre quello ferroviario il 5 maggio.

## Descrizione

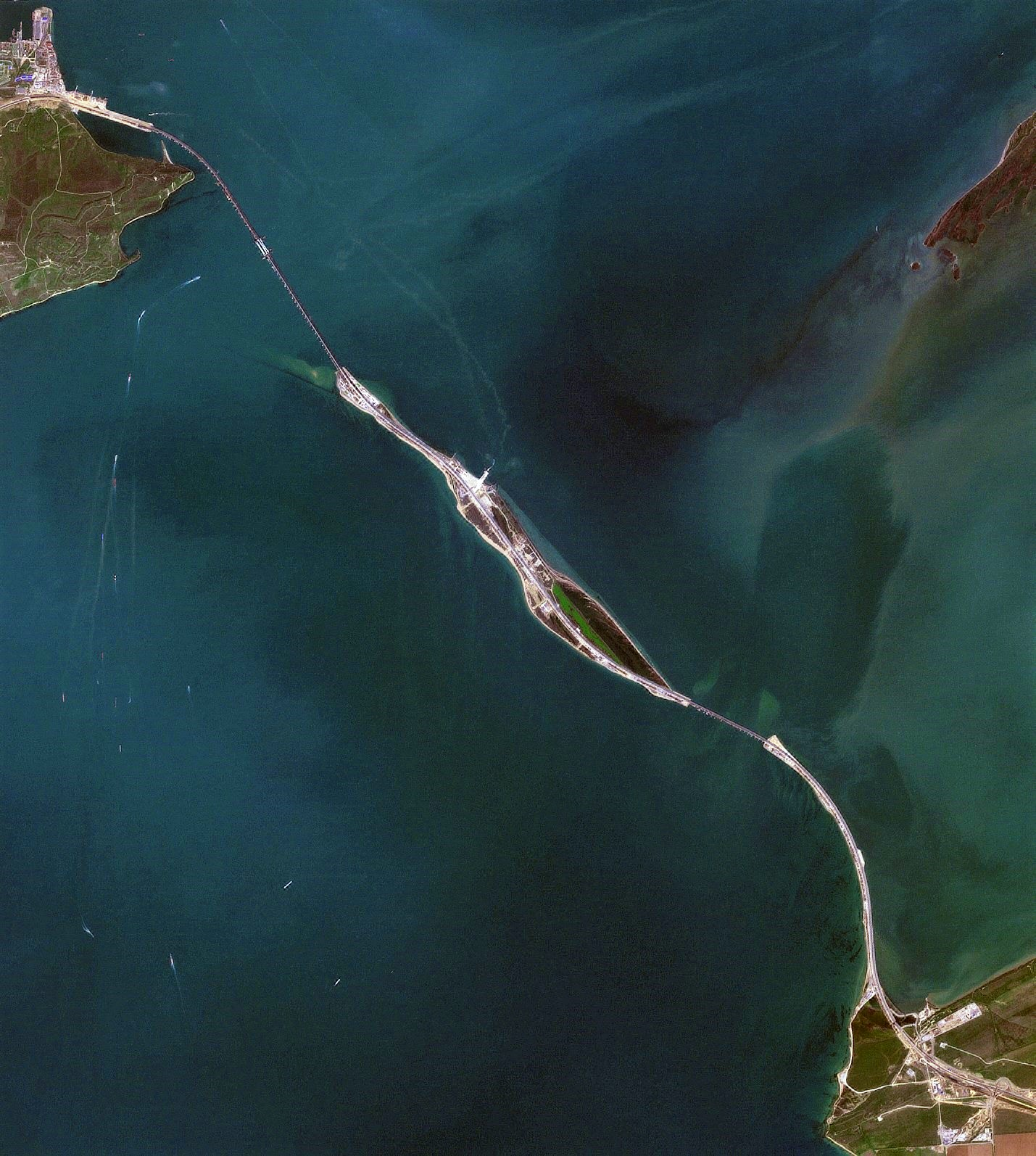
Vista aerea del ponte nell'aprile 2018.

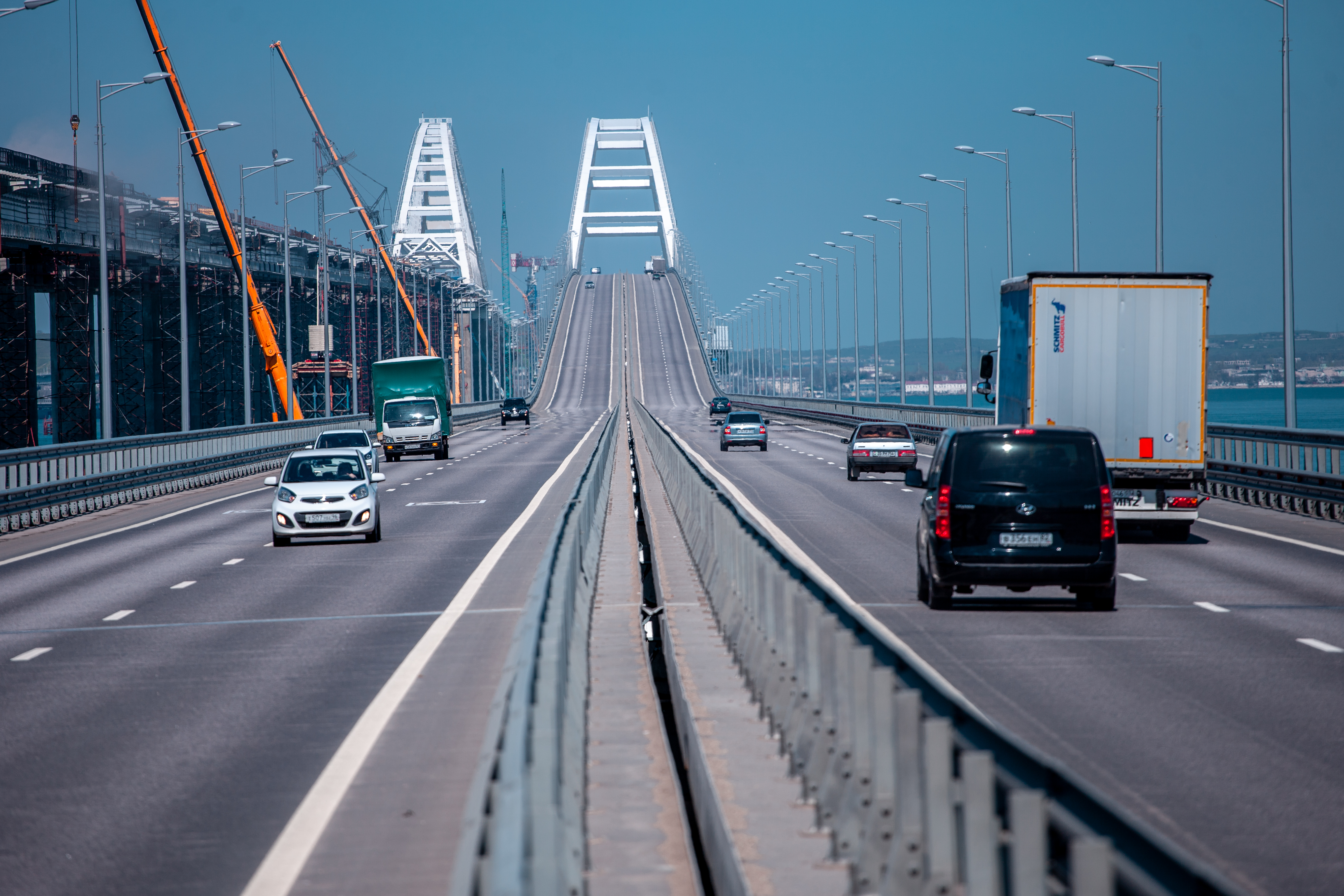
Vista del ponte stradale.

Il tracciato del ponte ha inizio sulla penisola di Taman', passa lungo lo spiedo di Tuzla, l'isola di Tuzla e l'attraversamento del canale Kerč'-Enikal per giungere a Kerč'.
Il ponte è stato realizzato, quasi per tutto il percorso, con campate da 54,2 m fino a 64,2 m, tranne nella parte centrale del canale di Kerč'-Enikal, in cui, per consentire il passaggio delle navi, sono stati realizzati due archi di tipo bowstring (uno sul ponte stradale e uno su quello ferroviario), di 227 m lunghezza e 45 m altezza; tale da consentire un sottopasso per il transito delle navi di altezza fino a 35 m, sul livello del medio mare e una larghezza di 185 m.
| La lunghezza del percorso                                   | La lunghezza del percorso                                   | La lunghezza del percorso   |
| Aree di transizione                                         | Luogo di passaggio                                          | Lunghezza, km               |
| ----------------------------------------------------------- | ----------------------------------------------------------- | --------------------------- |
| Passaggio di trasporto sulla penisola di Taman'             | diga                                                        | 5                           |
| Ponti tra la penisola di Taman' e l’isola di Tuzla          | Baia di Taman'                                              | 1,4                         |
| Passaggio di trasporto sull’isola di Tuzla                  | isola di Tuzla                                              | 6,5                         |
| Ponti tra l’isola di Tuzla e Kerč'                          | Lo stretto di Kerč'                                         | 6,1                         |
| L'intero percorso "penisola di Taman' - penisola di Crimea" | L'intero percorso "penisola di Taman' - penisola di Crimea" | 19                          |
| Caratteristiche del ponte stradale :                        |                                                             |                             |
| Categoria stradale                                          | Categoria stradale                                          | strada ad alta velocità     |
| Velocità stimata, km/h                                      | Velocità stimata, km/h                                      | 120                         |
| Numero di corsie                                            | Numero di corsie                                            | 4 (due per senso di marcia) |
| Capacità di carico, auto al giorno                          | Capacità di carico, auto al giorno                          | 40.000                      |
| Caratteristiche del ponte ferroviario                       |                                                             |                             |
| Lunghezza di costruzione lungo l'asse ferroviario           | Lunghezza di costruzione lungo l'asse ferroviario           | 19,0                        |
| Velocità stimata, km/h                                      | treni passeggeri                                            | 120                         |
| Velocità stimata, km/h                                      | treni merci                                                 | 80                          |
| Numero di percorsi                                          | Numero di percorsi                                          | 2                           |
| Tipo di elettrificazione                                    | Tipo di elettrificazione                                    | rete di contatti aerei      |
| Tipo di corrente e tensione nella rete di contatti          | Tipo di corrente e tensione nella rete di contatti          | ~ 25 kV, 50 Hz              |